# Putien
Putien (kínaiul 莆田) prefektúra szintű város Kínában, Fucsien tartományban. Lakosainak száma 3 210 714 fő (2020).

## Népesség
| 2018 | 2 900 000 |
| 2020 | 3 210 714 |

## Testvérvárosok
- Çorlu